# لیگ فوتبال رئونیون
لیگ فوتبال رئونیون (به فرانسوی: Ligue Réunionnaise de Football) سازمانی است که ورزش فوتبال و مسابقات مربوط به آن را در جزیره رئونیون تحت نظارت دارد. این سازمان از اعضای فیفا نیست و تنها از سال ۱۹۹۲ میلادی عضویت کنفدراسیون فوتبال آفریقا را داراست. این سازمان مسابقات فوتبال را برای تیم ملی فوتبال رئونیون، تیم‌های باشگاهی و محلی این جزیره سازماندهی می‌کند.